# Gianfranco Ravasi
Gianfranco Ravasi (Merate, 18 ottobre 1942) è un cardinale, arcivescovo cattolico e biblista italiano, teologo ed ebraista.

## Biografia

### I primi anni
Nato a Merate (LC), in Brianza, e cresciuto nel limitrofo paese di Osnago, Gianfranco è il primogenito di tre figli. Sua madre, originaria del piccolo centro di Santa Maria Hoè, era insegnante nella scuola del paese; suo padre era un ufficiale del fisco ed esponente antifascista che aveva prestato servizio in Sicilia durante la seconda guerra mondiale, ma successivamente aveva disertato l'esercito, impiegando 18 mesi per tornare dalla sua famiglia, risalendo a piedi la penisola.
Intenzionato a seguire le orme della madre nell'insegnamento, intraprende un corso di formazione in seminario, ove ha l'occasione di studiare numerose lingue moderne e antiche, tra cui il greco e l'ebraico.
Ordinato presbitero per l'arcidiocesi di Milano il 28 giugno 1966 dal cardinale Giovanni Colombo, prosegue i suoi studi presso la Pontificia Università Gregoriana, dove ottiene la laurea in Teologia, e presso il Pontificio Istituto Biblico, dove ottiene la licenza in Sacra Scrittura; ottiene inoltre la laurea in Archeologia presso l'Università ebraica di Gerusalemme. Diventa quindi docente di esegesi biblica al Seminario arcivescovile di Milano e alla Facoltà teologica dell'Italia settentrionale e membro della Pontificia commissione biblica. Parallelamente alterna i propri impegni con la passione per l'archeologia, affiancando archeologi come Kathleen Kenyon e Roland de Vaux in Siria, Giordania, Iraq e Turchia. Nel 1985, a Milano, tiene un ciclo di conferenze bibliche, tra cui una decina sul Vangelo di Giovanni.
Dal 1988 al 2017 ha condotto la parte biblica del programma religioso di Canale 5 Le frontiere dello spirito.

### Il servizio nella curia milanese
Nel 1989 è nominato prefetto della Biblioteca Ambrosiana, la grande biblioteca lombarda fondata dal cardinale Federico Borromeo, carica che mantiene fino al settembre 2007. Lavora anche a fianco dell'allora arcivescovo di Milano Carlo Maria Martini.
Continua ad occuparsi di divulgazione biblica: dal 1980 al 2002 tiene cicli di incontri di lectio divina presso il Centro Studi San Fedele di Milano, in particolare durante i periodi di Quaresima e Avvento di ogni anno, nel corso dei quali commenta di volta in volta libri dell'Antico e del Nuovo Testamento; tra il 1994 ed il 1998 cura la lettura integrale della Bibbia su Rai Radio 2.
Il 22 giugno 1995 è nominato da papa Giovanni Paolo II protonotario apostolico soprannumerario.

### Il servizio in Vaticano

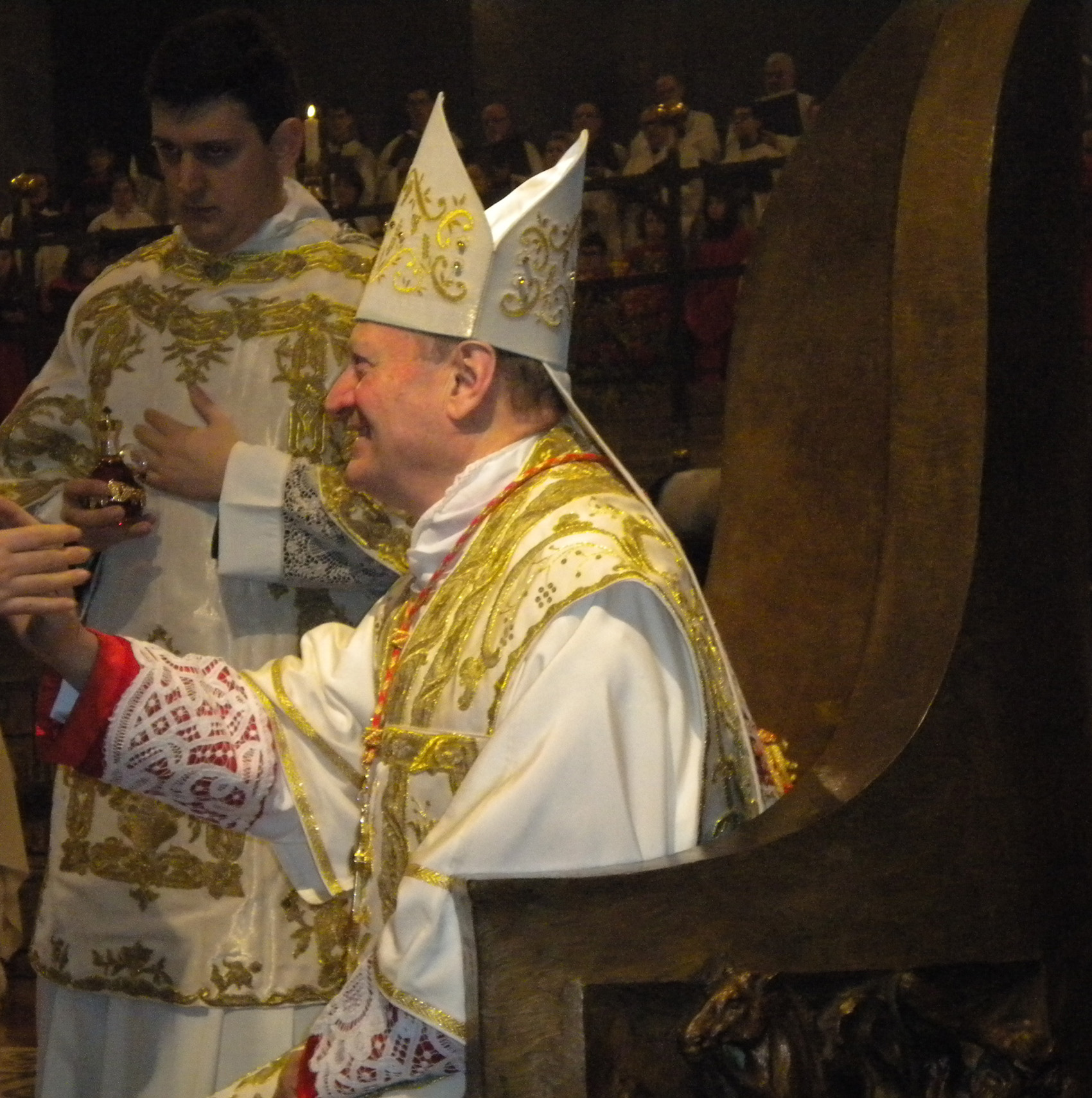
Il cardinale Gianfranco Ravasi in occasione del pontificale di San Bassiano (Lodi, 19 gennaio 2014)

Nel 2005 è il principale candidato proposto per la diocesi di Assisi-Nocera Umbra-Gualdo Tadino ma la Congregazione per i vescovi rigetta la sua nomina dopo che aveva pubblicato un articolo su Il Sole 24 Ore relativo alla Pasqua dal titolo Non è risorto, si è innalzato nel quale Ravasi espone una sua visione della risurrezione di Gesù che viene giudicata come eterodossa.
Nel 2007 papa Benedetto XVI gli affida l'incarico di formulare le meditazioni della tradizionale Via Crucis del Venerdì Santo al Colosseo.
Il 3 settembre 2007 il Sommo Pontefice lo nomina presidente del Pontificio consiglio della cultura, in sostituzione del cardinale Paul Poupard. Diviene così presidente della Pontificia commissione per i beni culturali della Chiesa e presidente della Pontificia commissione di archeologia sacra ed è stato, pertanto anche presidente del Consiglio di coordinamento fra accademie pontificie, fino al 2022.
Contestualmente a tali nomine è stato elevato alla dignità di arcivescovo titolare di Villamagna di Proconsolare, scegliendo il motto Praedica Verbum (Annuncia la Parola; 2Tm 4,2), su suggerimento del filosofo Massimo Cacciari. Riceve inoltre la consacrazione episcopale nella Basilica di San Pietro in Vaticano da papa Benedetto XVI il 29 settembre 2007, co-consacranti i cardinali Tarcisio Bertone e Marian Jaworski.
Il 20 novembre 2007 papa Benedetto XVI lo nomina membro del Pontificio consiglio per il dialogo interreligioso.
Il 20 novembre 2010 è creato cardinale da papa Benedetto XVI che gli assegna la diaconia di San Giorgio in Velabro. Prende possesso del titolo il 23 gennaio dell'anno successivo.
L'11 dicembre 2010 papa Benedetto XVI lo nomina membro della Congregazione per l'educazione cattolica (incarico confermato da papa Francesco nel novembre 2013) ed il 29 dello stesso mese membro del Pontificio consiglio per la promozione della nuova evangelizzazione.
Dal 2011, in qualità di presidente del Pontificio consiglio per la cultura, collabora al Cortile del Gentili, la «struttura vaticana creata per favorire l'incontro e il dialogo tra credenti e non credenti». Partecipa a numerose tappe del Cortile: Bologna, Bucarest, Parigi (2011); Braga, Assisi, Stoccolma, Barcellona, Palermo (2012); Varsavia, Roma, Città del Messico, Catanzaro (2013); Washington, Roma, Bologna, Buenos Aires (2014).
Nel 2013, su incarico di papa Benedetto XVI, tiene le meditazioni per gli esercizi spirituali della Curia romana durante la prima settimana di quaresima, sul tema "Ars orandi, ars credendi. Il volto di Dio e il volto dell'uomo nella preghiera salmica", successivamente pubblicate nel volume L'incontro (Mondadori, 2013); diventa così il primo capo dicastero vaticano in funzione a tenere le meditazioni.
Il 28 febbraio 2013, in seguito alla rinuncia al ministero petrino di papa Benedetto XVI, decade dagli incarichi nei dicasteri di cui è presidente o membro, a norma della costituzione apostolica Pastor Bonus. Nella prima metà di marzo partecipa in qualità di cardinale elettore al Conclave che porterà all'elezione di papa Francesco, nel quale figurava come uno dei probabili successori al soglio di Pietro; quest'ultimo il successivo 16 marzo rinnova gli incarichi curiali del cardinale Ravasi donec aliter provideatur ("finché non si provveda diversamente").
Il 29 marzo 2014 lo stesso papa lo conferma presidente del Pontificio consiglio della cultura e lo nomina membro della Congregazione per gli istituti di vita consacrata e per le società di vita apostolica.
In vista dell'Expo 2015, è nominato commissario generale della Santa Sede per l'Expo di Milano 2015, alla quale la Santa Sede partecipa con un padiglione sul tema Not by bread alone - Non di solo pane.
In occasione della III Assemblea generale straordinaria del Sinodo dei vescovi (5-19 ottobre 2014) è nominato presidente della commissione per il messaggio finale del Sinodo.
Il 28 ottobre 2016 papa Francesco lo nomina membro della Congregazione per il culto divino e la disciplina dei sacramenti.
Il 5 giugno 2022, con l'entrata in vigore della costituzione apostolica Praedicate evangelium, dedicata alla riforma della Curia romana, viene soppresso il Pontificio consiglio della cultura e diviene pertanto presidente emerito dello stesso.
È stato membro, presso la Curia romana, delle seguenti Congregazioni: per l'educazione cattolica, per gli istituti di vita consacrata e le società di vita apostolica, per il culto divino e la disciplina dei sacramenti, e dei Pontifici consigli per il dialogo interreligioso e per la promozione della nuova evangelizzazione.
Il 18 ottobre 2022 compie ottant'anni e, in base a quanto disposto dal motu proprio Ingravescentem Aetatem di papa Paolo VI del 1970, esce dal novero dei cardinali elettori e decade da tutti gli incarichi ricoperti in Curia romana.
Il 25 novembre 2022 rassegna anche le dimissioni da presidente della Pontificia commissione di archeologia sacra.

### Incarichi in istituzioni laiche
Dal 1º marzo 2012 al 13 ottobre 2016 è stato presidente della Casa di Dante in Roma.
Nel 2016 gli è stato conferito il premio Penna d'Oro della Presidenza del Consiglio dei Ministri nell'ambito del Premio Ischia Internazionale di Giornalismo.

## Posizioni

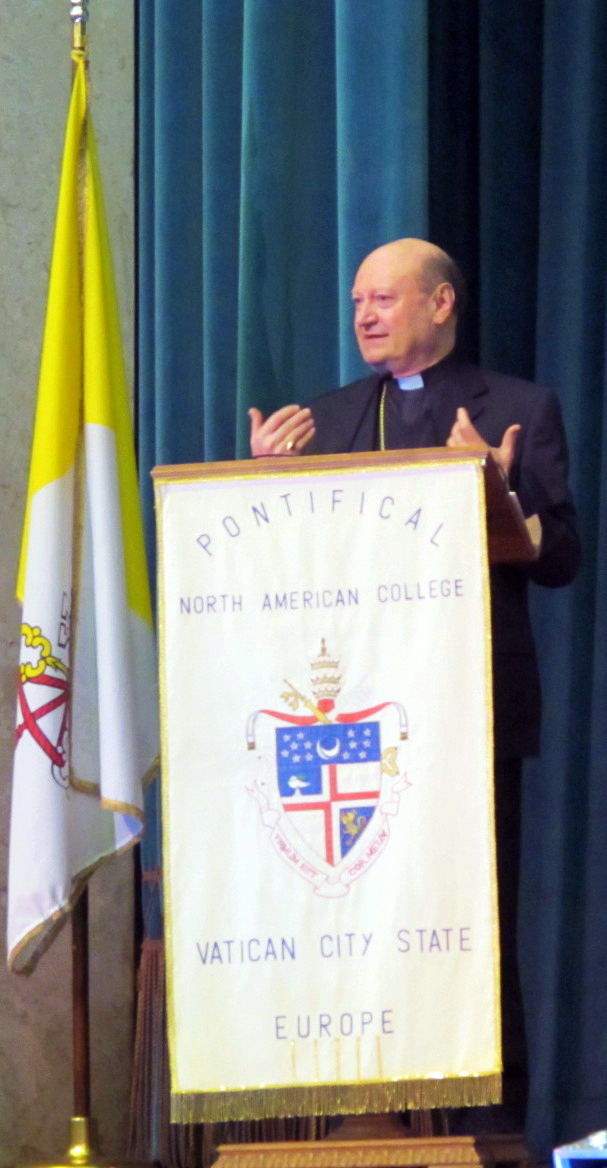
Il cardinale Gianfranco Ravasi nel 2012

Nel 2007, nel presentare il libro Gesù di Nazaret di Benedetto XVI ha sostenuto la necessità di non separare le ricerche sul Gesù storico da quelle sul Gesù della fede:
Nel 2008 ha spiegato che la teoria dell'evoluzione e la fede cristiana non sono fra loro incompatibili:
È ritenuto per questo fra i principali autori dell'evoluzionismo teista. In coerenza, suggerì un'interpretazione non materialistica dell'ascensione di Gesù, inteso come sostanza spirituale degli angeli fedeli a Dio, "separabile" dal Corpo Mistico di Gesù Cristo, quanto lo spirito – e l'anima – dal Suo corpo nell'Ascensione.
In merito all'Extra Ecclesiam nulla salus, secondo il quale è possibile la salvezza eterna soltanto a chi crede in Gesù Cristo vero Dio e vero Uomo (diofisismo), ha dichiarato che non vi è contraddizione apparente fra le due affermazioni di Gesù:
1. "Chi non è con me è contro di me." (Matteo 12,30[30])
2. "Chi non è contro di noi è per noi" (Marco 9,40[31]).

La seconda frase viene pronunciata quando Giovanni segnala a Gesù l'opera di un uomo, sconosciuto agli apostoli e ai discepoli, che pratica con successo esorcismi nel Suo Nome. Mons. Ravasi commenta il contesto nel modo seguente:
(Contraddizioni evangeliche in Riflessioni e Catechesi per Adulti)
Il 14 febbraio 2016 ha pubblicato su Il Sole 24 ore un articolo sui rapporti tra Chiesa e Massoneria, nel quale conclude che bisogna andare oltre "ostilità, oltraggi, pregiudizi reciproci" perché "rispetto ai secoli passati sono migliorati e mutati il tono, il livello e il modo di manifestare le differenze".

## Genealogia episcopale e successione apostolica
La genealogia episcopale è:
- Cardinale Scipione Rebiba
- Cardinale Giulio Antonio Santorio
- Cardinale Girolamo Bernerio, O.P.
- Arcivescovo Galeazzo Sanvitale
- Cardinale Ludovico Ludovisi
- Cardinale Luigi Caetani
- Cardinale Ulderico Carpegna
- Cardinale Paluzzo Paluzzi Altieri degli Albertoni
- Papa Benedetto XIII
- Papa Benedetto XIV
- Papa Clemente XIII
- Cardinale Bernardino Giraud
- Cardinale Alessandro Mattei
- Cardinale Pietro Francesco Galleffi
- Cardinale Giacomo Filippo Fransoni
- Cardinale Antonio Saverio De Luca
- Arcivescovo Gregor Leonhard Andreas von Scherr, O.S.B.
- Arcivescovo Friedrich von Schreiber
- Arcivescovo Franz Joseph von Stein
- Arcivescovo Joseph von Schork
- Vescovo Ferdinand von Schlör
- Arcivescovo Johann Jakob von Hauck
- Vescovo Ludwig Sebastian
- Cardinale Joseph Wendel
- Arcivescovo Josef Schneider
- Vescovo Josef Stangl
- Papa Benedetto XVI
- Cardinale Gianfranco Ravasi

La successione apostolica è:
- Arcivescovo Gergely Kovács (2020)

## Opere
È autore di una sterminata produzione: libri di divulgazione biblica e di esegesi. Da decenni collabora ai quotidiani L'Osservatore Romano, Il Sole 24 Ore (dal 18 febbraio 1990) ed Avvenire, il settimanale Famiglia Cristiana e il mensile Jesus; dal 2008 anche con il settimanale polacco Przewodnik Katolicki. Dal 2011 cura inoltre alcuni blog ed un profilo su Twitter.

### Libri
- Quale Dio è così vicino?, Milano-Roma, Editrice Àncora-Centro Studi U.S.M.A., 1976.
- Celebrare e vivere la parola. Commentario al lezionario festivo, Milano, Editrice Àncora/Vita e Pensiero, 1981.
- Gesù, una buona notizia, Presentazione di Vittorio Messori, Torino, SEI, 1982.
- Gli Atti degli Apostoli, Bologna, EDB, 1988.
- Qohelet. Il libro più originale e scandaloso dell'Antico Testamento, edizioni San Paolo, Cinisello Balsamo, 1988
- Lettera ai Romani, Bologna, edizioni Dehoniane, 1990
- Il libro della Genesi, Città Nuova, 1991.
- Lettere ai Corinzi, edizioni Dehoniane, Bologna, 1992
- Il Cantico dei Cantici: commento e attualizzazione, Bologna, edizioni Dehoniane, 1992, ISBN 978-88-10-20552-5
- I Vangeli del Dio con noi, Edizioni Paoline, 1993.
- Antico Testamento. Introduzione, Milano, Mondadori, 1993.
- Il racconto del cielo. Le storie, le idee, i personaggi dell'Antico Testamento, Milano, Arnoldo Mondadori Editore, 1995.
- I Salmi, Piemme, Asti, 1996.
- La Buona Novella. Le storie, le idee, i personaggi del Nuovo Testamento, Collana Saggi, Milano, Mondadori, 1996
- Perchè il cuore possa cantare, Piemme, 1997.
- Qohelet, Milano, Mondadori, 1997.
- Bibbia, San Paolo edizioni, 1998.
- Apocalisse, Piemme, Casale Monferrato, 1999
- Preghiere. L'ateo e il credente davanti a Dio, Collana Saggi, Milano, Mondadori, 2000, ISBN 978-88-04-48172-0.
- I monti di Dio. Il mistero della montagna tra parola e immagine, Cinisello Balsamo, San Paolo Edizioni, 2001
- Il libro di Giobbe, Bologna, Dehoniane, Bologna, 2002
- I Comandamenti, edizioni San Paolo, Cinisello Balsamo, 2002
- Breve storia dell'anima, Milano, Mondadori, 2003
- Qohelet e le sette malattie dell'esistenza, Bose, Qiqaion, 2005, ISBN 978-88-8227-172-5.
- Il linguaggio dell'amore, Qiqajon, Bose, 2005
- Ritorno alle virtù. La riscoperta di uno stile di vita, Milano, Mondadori, 2005
- Giovanni Bonaldi, L'ospitalità dell'Arca, Silvana Editoriale, Milano 2006
- Il libro della Sapienza, (2CD), Qiqajon, Bose, 2007
- Via Crucis al Colosseo con Benedetto XVI, Libreria Editrice Vaticana, 2007
- Le porte del peccato. I sette vizi capitali, Milano, Mondadori, 2007.
- 500 curiosità della fede, Collezione Saggi, Milano, Mondadori, 2009, ISBN 978-88-04-58307-3.
- Questioni di fede. 150 risposte ai perché di chi crede e di chi non crede, Milano, Mondadori, 2010
- Guida ai naviganti. Le risposte della fede, Milano, Mondadori, 2012
- L'incontro, Milano, Mondadori, 2013
- La Bibbia in un frammento, Milano, Mondadori, 2013
- Sulle tracce di un incontro, San Paolo Edizioni, 2013
- Chi oserà dire: io credo?, San Paolo Edizioni, 2013
- La bellezza salverà il mondo, Marcianum Press, 2013
- G. Ravasi-Luc Ferry, Il cardinale e il filosofo, Milano, Mondadori, 2014
- Giuseppe. Il padre di Gesù, San Paolo Edizioni, 2014
- Il volto di un Dio vicino, Servizi RnS, 2014
- L'uomo della Bibbia, EDB, 2014
- Le meraviglie dei musei vaticani, Mondadori, 2014.
- In compagnia dei Santi, Ecra-Edizioni del Credito Cooperativo, 2014
- Le pietre di inciampo del Vangelo. Le parole scandalose di Gesù, Collana Saggistica, Milano, Mondadori, 2015, ISBN 978-88-04-65642-5.
- Padri, madri, figli. Storie di famiglie nella Bibbia, San Paolo Edizioni, 2016, ISBN 978-88-215-9957-6.
- I Vangeli, EDB, 2016, ISBN 978-88-10-55875-1. [raccolta di commenti tenuti nei cicli di conferenze al San Fedele di Milano]
- Il mistero di Dio, EDB, 2016, ISBN 978-88-10-55869-0.
- Le Beatitudini. Il più grande discorso all'umanità di ogni tempo, Collana Saggi, Milano, Mondadori, 2016, ISBN 978-88-04-64649-5.
- Nel nome del Padre. La paternità divina nella Bibbia, EDB, 2016, ISBN 978-88-10-55872-0.
- Manzoni e la Bibbia. Fonti bibliche nelle «Osservazioni sulla morale cattolica», Roma, Salerno, 2016, ISBN 978-88-6973-178-5.
- Sion. Guida essenziale alla Terra Santa, Terra Santa, 2017, ISBN 978-88-6240-466-2.
- Io accolgo te. Tutte le letture per la Messa degli Sposi commentate, San Paolo Edizioni, 2017, ISBN 978-88-922-1200-8.
- La Bibbia secondo Borges. Letteratura e testi sacri, Bologna, EDB, 2017, ISBN 978-88-10-56765-4.
- Quanto manca ancora all'alba? La Bibbia e il pensiero apocalittico, Bologna, EDB, 2017, ISBN 978-88-10-55914-7.
- Pregare con i Salmi. Nuova edizione, Bologna, EDB, 2017, ISBN 978-88-10-55890-4.
- G. Ravasi-Peter Dronke, Su Dante, Torino, Aragno, 2018, ISBN 978-88-8419-907-2.
- Spiritualità e Bibbia, Brescia, Queriniana, 2018, ISBN 978-88-399-3404-8.
- La voce del silenzio, Bologna, EDB, 2018, ISBN 978-88-10-56910-8.
- Cuori inquieti. I giovani nella Bibbia, San Paolo Edizioni, 2018, ISBN 978-88-922-1588-7.
- Le sette parole di Gesù in croce, Brescia, Queriniana, 2019, ISBN 978-88-399-2843-6.
- I volti di Maria nella Bibbia. Trentuno «icone» bibliche, Collana Dimensioni dello spirito, San Paolo Edizioni, 2019, ISBN 978-88-922-1834-5.
- La santa violenza, Collana Intersezioni, Bologna, Il Mulino, 2019, ISBN 978-88-15-28513-3.
- Piccolo dizionario dei sentimenti. Amore, nostalgia e altri elementi, Collana La Cultura, Milano, Il Saggiatore, 2019, ISBN 978-88-428-2651-4.
- Nove giorni verso la grotta di Betlemme, San Paolo Edizioni, 2020
- Le sette parole di Maria, Collana Lapislazzuli n.250, Bologna, EDB, 2020, ISBN 978-88-105-6964-1.
- La madre e il figlio, Collana Piccola spiritualità n.161, San Paolo Edizioni, 2021, ISBN 978-88-922-2493-3.
- Nel mistero della parola, Collana Modello e Presenza n.134, San Paolo Edizioni, 2021, ISBN 978-88-922-2366-0.
- Il Grande libro del Creato. Bibbia ed ecologia, Collana Parola di Dio, San Paolo Edizioni, 2021, ISBN 978-88-922-2399-8.
- Biografia di Gesù. Secondo i Vangeli, Collana Scienza e idee n.336, Milano, Raffaello Cortina Editore, 2021, ISBN 978-88-3285-363-6.
- Sapienza di Salomone, Collana La voce degli antichi, Bologna, Il Mulino, 2022, ISBN 978-88-152-9575-0.
- Ero un blasfemo, un persecutore e un violento. Biografia di Paolo, Collana Scienza e idee n. 370, Milano, Raffaello Cortina Editore, 2024, ISBN 978-88-3285-689-7.

### Raccolte delle rubricheMattutinoeBreviario
A partire dal 1993, Ravasi ha pubblicato, per buona parte, le collezioni della rubrica Mattutino, uscita giornalmente sul quotidiano Avvenire dal gennaio 1992 al dicembre 2007, e poi dal gennaio al dicembre 2011. Dal giugno 2011, egli pubblica la rubrica Breviario sull'inserto settimanale Domenica de Il Sole 24 Ore. Si tratta - per entrambe le rubriche - di riflessioni sapienziali originate da citazioni tratte da autori e testi della più varia provenienza, dall'antichità ai giorni nostri.
- Mattutino, Edizioni Avvenire, 1993, ISBN 88-38-41-986-8.
- Mattutino: tempo del silenzio, Piemme, Casale Monferrato, 1994, ISBN 978-88-384-2269-0.
- Dalla terra al cielo. Mattutino, Piemme, Casale Monferrato, 1995, ISBN 978-88-3842-422-9.
- Il canto del sole. Mattutino, Piemme, Casale Monferrato, 1998, ISBN 978-88-384-3031-2.
- Il signore dell'alba. Mattutino, Piemme, Casale Monferrato, 1999, ISBN 978-88-384-4467-8.
- Fremito di luce. Mattutino, Piemme, Casale Monferrato, 2001, ISBN 978-88-384-4963-5.
- Il profumo dell'alba. Mattutino, Piemme, Casale Monferrato, 2002, ISBN 978-88-384-6507-9.
- Il segreto della luce. Mattutino, Piemme, Casale Monferrato, 2003, ISBN 978-88-384-8363-9.
- Il seme della parola. Mattutino, Piemme, Casale Monferrato, 2004, ISBN 978-88-384-8451-3.
- Breviario laico. 366 riflessioni giorno dopo giorno, Collezione Saggi, Mondadori, Milano, 2006, ISBN 978-88-045-6004-3.
- Le parole e i giorni. Nuovo breviario laico, Collezione Saggi, Mondadori, Milano, 2008, ISBN 978-88-045-8307-3.
- Le parole del mattino. 366 riflessioni per un anno, Collezione Saggi, Milano, Mondadori, 2011, ISBN 978-88-046-1426-5.
- Breviario dei nostri giorni, Collana Orizzonti, Milano, Mondadori, 2018, ISBN 978-88-04-70286-3.
- Scolpire l'anima. 366 meditazioni quotidiane, Collana Orizzonti, Milano, Mondadori, 2020, ISBN 978-88-047-3486-4.

### Curatele
- Salmi
  -  Il libro dei Salmi. Salmi 1-150. Commento e attualizzazione, 3 voll., Collana Testi e commenti n.4, EDB, 1981-1984.
  -  I Salmi nello specchio della creazione, Edizioni Paoline, 1983.

### Rubriche su quotidiani e periodici
- Mattutino, Avvenire, gennaio 1992-dicembre 2007 e gennaio-dicembre 2011[39]
- Breviario, Domenica de Il Sole 24 Ore, dal giugno 2011[40]

### Lectio magistralis
- La Bibbia come grande codice della cultura occidentale, in occasione del conferimento della laurea honoris causa in Antropologia ed Epistemologia delle Religioni; Università degli Studi di Urbino "Carlo Bo", 2007
- La bellezza salverà il mondo in occasione dell'apertura dell'edizione 2009 di Molte fedi sotto lo stesso cielo. Per una convivialità delle differenze, ciclo di iniziative promosso dall'ACLI di Bergamo
- L'umanesimo simbolico e integrale di Tommaso d'Aquino, in occasione del conferimento del Premio internazionale Tommaso d'Aquino (Aquino, 5 marzo 2010)
- Porte aperte tra il tempio e la piazza, in occasione del convegno Il tempio e la piazza. Spazio sacro e civile; Roma, Università La Sapienza, 17 gennaio 2011
- Educazione e comunicazione. Come crescere nella Fede in Università, in occasione del conferimento della laurea honoris causa in Sacra Teologia; Roma, Pontificia Università Lateranense, 2012

## Araldica
| Stemma                                                               | Blasonatura |
| -------------------------------------------------------------------- | --- |
| Gianfranco Ravasi Protonotario apostolico soprannumerario            | inquartato, al 1° d'azzurro al sole d'oro raggiante, al 2° d'oro al libro aperto di rosso con le lettere A e Ω in argento, al 3° d'argento a tre onde d'azzurro, al 4° di rosso alla spada in trinciato affiancata da due api d'oro. Lo scudo è timbrato da un cappello violaceo con cordoni e nappe di rosso. Le nappe, in numero di dodici, sono disposte sei per parte, in tre ordini di 1, 2, 3. Sotto lo scudo, nella lista svolazzante d'oro, il motto in lettere maiuscole di nero: PRAEDICA VERBUM.                                                                                        |
| Gianfranco Ravasi Arcivescovo titolare di Villamagna di Proconsolare | inquartato, al 1° d'azzurro al sole d'oro raggiante, al 2° d'oro al libro aperto di rosso con le lettere A e Ω in argento, al 3° d'argento a tre onde d'azzurro, al 4° di rosso alla spada in trinciato affiancata da due api d'oro. Lo scudo, accollato a una croce astile d'oro (arcivescovo come titolo personale), posta in palo, è timbrato da un cappello con cordoni e nappe di verde. Le nappe, in numero di venti, sono disposte dieci per parte, in quattro ordini di 1, 2, 3, 4. Sotto lo scudo, nella lista svolazzante d'oro, il motto in lettere maiuscole di nero: PRAEDICA VERBUM. |
| Gianfranco Ravasi Cardinale presbitero di San Giorgio in Velabro     | inquartato, al 1° d'azzurro al sole d'oro raggiante, al 2° d'oro al libro aperto di rosso con le lettere A e Ω in argento, al 3° d'argento a tre onde d'azzurro, al 4° di rosso alla spada in trinciato affiancata da due api d'oro. Lo scudo, accollato a una croce astile patriarcale d'oro, posta in palo, è timbrato da un cappello con cordoni e nappe di rosso. Le nappe, in numero di trenta, sono disposte quindici per parte, in cinque ordini di 1, 2, 3, 4, 5. Sotto lo scudo, nella lista svolazzante d'oro, il motto in lettere maiuscole di nero: PRAEDICA VERBUM.'                  |